# Костенко, Анна Дмитриевна
Анна Дмитриевна Костенко (укр. Ганна Костенко; род. 27 июля 2022, Днепропетровск) — украинская легкоатлетка, специализирующаяся в прыжках в длину и тройном прыжке.
Личный рекорд в прыжке — 5,88 м, в тройном прыжке — 13,23 м.

## Биография
В 2008 году, первым видом спорта для Ани стало фигурное катание. Из-за роста не подошла и в 2009 ушла на бадминтон. Параллельно занималась плаванием. В 2010 перешла на секцию баскетбола, где была 3 разовой чемпионкой Украины среди сверстников. Занималась стрельбой, боксом, а в 2015 году решила попробовать себя в легкой атлетике, в пятиборье. Среди всех видов получались все, но особенно сильными были прыжки (в высоту, длину) и бег с барьерами.
В 2017 переехала в Киев и начала заниматься там, перейдя чисто на тройной прыжок и прыжки в длину. Многократная чемпионка Украины среди юниоров в тройном прыжке и в прыжке в длину.
Выступала на многих взрослых международных стартов (в Польше, Беларуси, Чехии, Румынии, Турции).
Участница чемпионата Европы 2018 года (до 18 лет) в Венгрии и чемпионата Европы 2021 года (до 20 лет) в Эстонии. Представляла Украину на юниорском чемпионата мира (до 20 лет) в Кении в 2021 году.
В 2022 году завоевывала серебро на Кубке Украины (в помещении) и чемпионате Украины (на открытом воздухе).